# Памятник труженикам тыла (Тюмень)
Памятник труженикам тыла в Великой Отечественной войне 1941—1945 гг. установлен в Тюмени в сквере Труженикам тыла у улицы 30 лет Победы в Восточном административном округе города.

## История
Идея установить памятник труженикам тыла была высказана в 2008 году председателем совета ветеранов вневедомственной охраны и активным общественным деятелем Тюмени Геннадием Ивановым. Эта идея была принята администрацией города. Изначально предполагалось установить памятник на площади Памяти, затем в сквере бывшего станкостроительного завода (ныне — сквер Николая Машарова). Однако от первого варианта отказались из-за того, что там уже есть много мемориалов, а от второго в связи с возмущением работников завода, которые на свои средства возвели в сквере монумент с именами работников завода, сражавшихся на полях Великой Отечественной войны. Отказались также от третьего варианта — установки мемориала на Исторической площади, где уже есть Вечный огонь. В итоге был выбран сквер «Олимпийский», в 2012 году переименованный в сквер Труженикам тыла.
Памятник был создан Екатеринбургским художественным фондом, а его авторами выступили С. Титлинов, А. Медведев и С. Савин. Композиция памятника составлена из нескольких бронзовых фигур — воина-инвалида войны, работницы завода, инженера и мальчика, которые держат блок с надписью «Всё для победы!» с одной стороны и «Всё для фронта» — с другой, устанавливая его в символическое здание Победы. Скульптура установлена на постаменте с четырьмя ступенями, символизирующими четыре года войны. Рядом со скульптурой находится стена, на которой высечен список предприятий Тюменской области.
Памятник был торжественно открыт 7 мая 2010 года в канун 65-летия Победы в Великой Отечественной войне. В открытии памятника приняли участие администрация Тюмени и Тюменской области